# Contea di Cottle
La contea di Cottle (in inglese Cottle County) è una contea dello Stato del Texas, negli Stati Uniti. La popolazione al censimento del 2010 era di 1 505 abitanti. Il capoluogo di contea è Paducah. La contea è stata fondata nel 1876, ed in seguito organizzata nel 1892. Il suo nome deriva da George Washington Cottle, che morì durante la missione coloniale spagnola chiamata Alamo.

## Geografia fisica
| Anno | Popolazione | ±%     |
| ---- | ----------- | ------ |
| 1880 | 24          |        |
| 1890 | 240         | 900.0% |
| 1900 | 1,002       | 317.5% |
| 1910 | 4,396       | 338.7% |
| 1920 | 6,901       | 57.0%  |
| 1930 | 9,395       | 36.1%  |
| 1940 | 7,079       | −24.7% |
| 1950 | 6,099       | −13.8% |
| 1960 | 4,207       | −31.0% |
| 1970 | 3,204       | −23.8% |
| 1980 | 2,947       | −8.0%  |
| 1990 | 2,247       | −23.8% |
| 2000 | 1,904       | −15.3% |
| 2010 | 1,505       | −21.0% |

Secondo l'Ufficio del censimento degli Stati Uniti d'America la contea ha un'area totale di 902 miglia quadrate (2340 km²), di cui 901 miglia quadrate (2330 km²) sono terra, mentre 1,1 miglia quadrate (2,8 km², corrispondenti allo 0,1% del territorio) sono costituiti dall'acqua.

### Strade principali
- U.S. Highway 62
- U.S. Highway 70
- U.S. Highway 83

### Contee adiacenti
- Childress County (nord)
- Hardeman County (nord-est)
- Foard County (est)
- King County (sud)
- Motley County (ovest)
- Hall County (nord-ovest)

## Politica
La contea ha costantemente votato democratici nelle elezioni presidenziali. John Fitzgerald Kennedy, Lyndon Baines Johnson e Hubert Humphrey sono stati i candidati con più voti, rispettivamente nel 1960, 1964 e 1968.

## Comunità
- Cee Vee
- Chalk
- Delwin
- Dunlap
- Hackberry
- Narcisso
- Ogden
- Paducah (capoluogo)
- Swearingen
- Valley View